# 松原 (世田谷區)
松原（日语： Matsubara */?）是東京都世田谷區的地名。現行行政地名為松原一丁目至六丁目。

## 地理
位於東京都世田谷區北部，屬同區北澤地域。東鄰大原、羽根木，南接梅丘、豪德寺，西連赤堤，北通杉並區和泉、永福、下高井戶。
鐵路車站方面，此地有京王電鐵京王線、井之頭線明大前站，京王線、東急電鐵世田谷線下高井戶站，世田谷線松原站，京王井之頭線東松原站等站，幹線道路則有國道20號與赤堤通。另外，補助54號線的通車區間尚短，幹線道路機能薄弱。
在地形上，松原由北往南地勢逐漸下降。河川方面，南邊有由西向東的北澤川流經，現已暗渠化。
上述各鐵路車站周邊、國道20號沿線為商業區，其他多為住宅地。此外，北澤警察署、北澤稅務署位於町內。
明大前站位於一丁目、二丁目，下高井戶站位於三丁目，松原站位於四丁目，東松原站位於五丁目，六丁目靠近梅丘站，可見名為「梅丘」的設施。

## 歷史
原為東京府（武藏國）荏原郡松原村。之後與上北澤村、赤堤村合併為松澤村，在編入東京市、實施住居表示後，確立現在的町域。上述車站陸續營運後，此地快速住宅區化。
1926年（大正15年）4月，醫師兼歌人齋藤茂吉服務的精神病院青山腦病院，從東京市赤坂區青山南町（當時）移至此地。大東亞戰爭末期的1945年（昭和20年）3月改為東京都立松澤醫院分院，之後改組、改名為東京都立梅丘醫院，2010年（平成22年）關院。

## 備註
1. ↑  平成25年（2013年）の世田谷区の町丁別人口と世帯数 - 世田谷区
2. ↑  斎藤茂吉と青山脳病院再建 （页面存档备份，存于） 小泉博明 日本大学大学院総合社会情報研究科紀要 No.10(2009)